# کاخ نیاوران
کاخ نیاوران یا کاخ‌موزهٔ نیاوران، یک بنای تاریخی مربوط به دوران قاجار بود که از دوران فتحعلی‌ شاه تا  محمدرضا شاه مورد استفاده قرار می گرفت. عمارت اولیه کاخ که مربوط به دوره قجر بود تخریب و به جای آن کاخ نیاوران ساخته شد و با توسعه محوطه به عنوان اقامت‌گاه تابستانی محمدرضا پهلوی و خانواده‌اش استفاده می‌شد و هم‌اکنون کاربری آن به موزه تغییر یافته است. این کاخ در گوشهٔ شمال‌شرقی مجموعه‌باغ نیاوران در میدان نیاوران شهر تهران جای گرفته است و حدود ۱۱ هکتار وسعت دارد. در حال حاضر این کاخ یکی از مکان‌های شاخص گردشگری در شهر تهران است.

## پیشینه
این باغ در کنار روستایی که «گُرده وی» یا «گُرده به» خوانده می‌شد و در نیاوران قرار داشت، به جایِ نیزاری که در همسایگی روستا واقع بود ساخته شد. باغ ییلاقی فتحعلی‌شاه قاجار که در این نیزار ایجاد شد را «نی آوران» نامیدند که بعد به «نیاوران» مشهور شد. محمدشاه نیز در همین باغ بَنای کوچکی بنا کرد و به دنبال او ناصرالدین‌شاه قاجار «کاخ صاحبقرانیه» را در این باغ ساخت. آخرین بنایی که در دوران قاجار در این باغ ساخته شد، عمارت کوشک احمدشاهی است.

## دوران محمدرضا پهلوی
عملیات گسترش و افزودن و ترمیم این کاخ به دستور محمدرضا پهلوی در سال ۱۳۳۷ آغاز شد. در این عملیات کاخ فتحعلی شاه با قدمتی بیش از یکصد و بیست سال تخریب و کاخ نیاوران به جای آن ساخته شد. این عملیات ساختمانی ۹ سال به طول انجامیده و در سال ۱۳۴۶ به اتمام رسید. در زمان فتحعلی شاه قاجار کاخ کوچکتری در محل فعلی کاخ نیاوران قرار داشت که تخریب و کاخ نیاوران به جای آن ساخته شد.
این بنا با مساحتی در حدود ۹۰۰۰ مترمربع در دو طبقه و یک نیم طبقه احداث و در ابتدا به عنوان محلی برای پذیرایی میهمانان خارجی در نظر گرفته شد، اما پس از پایان ساخت به محل سکونت محمدرضا پهلوی و خانواده‌اش اختصاص یافت.
کاخ نیاوران را محسن فروغی طراحی کرد. همچنین گچ‌بری توسط استاد عبداللهی، آینه‌کاری توسط استاد علی‌اصغر و کاشی‌کاری نمای خارجی توسط استاد ابراهیم کاظم‌پور و سنگ کاری‌های نفیس کاخ توسط شرکت سنگبری میکا به مدیریت حسن کارگر انجام شده است.
طبقه همکف این بنا شامل سَرسَرای بزرگی است که کلیه اتاق‌ها در اطراف آن شکل گرفته‌اند. از آن اتاق‌ها می‌توان به سینمای اختصاصی، اتاق غذاخوری، سالن پذیرایی، اتاق انتظار و راهروهای فرعی و همچنین تالارِ آبی اشاره کرد. در نیم طبقه این بنا اتاق کار، اتاق کنفرانس و دفتر منشی فرح دیبا و اتاق خواب لیلا و اتاق ندیمه او قرار دارد. در طبقه سوم اتاق خواب و استراحتگاه نیمروزی محمدرضا پهلوی، اتاق آرایش و لباس فرح دیبا و همچنین اتاق‌های فرزندان شاه و ندیمه‌هایشان قرار دارد. لباس‌های مجلسی و نفیس فرح که در سال‌های گذشته در اتاق خواب شاه و شهبانو در کنار لباس نظامی شاه دیده می‌شد هم‌اکنون دیده نمی‌شود. مجموعه ای نفیس از تابلوهای نقاشی هنرمندان ایرانی و خارجی، ظروف چینی کارخانه‌های سور فرانسه و رزنتال آلمان و اشیاء تزیینی و همچنین مجموعه فرشهای نفیس ایرانی زینت بخش این فضاها بوده‌اند.

## پس ازانقلاب
در سال ۱۳۵۷ این کاخ به دست مردم انقلابی ایران رسید و در سال ۱۳۶۰ به وزارت فرهنگ و ارشاد اسلامی تحویل داده شد. در سال ۱۳۶۵ کاخ موزه نیاوران برای اولین بار گشایش یافت. در سال ۱۳۶۸ مرکز آموزش عالی میراث فرهنگی در محل مدرسه اختصاصی راه‌اندازی شد و یکسال بعد فضاهای جانبی آن به خوابگاه پسران اختصاص یافت. در سال‌های بعد موزه جهان‌نما (۱۳۷۶)، کاخ صاحبقرانیه (۱۳۷۷) و کوشک احمدشاهی (۱۳۷۹) نیز در معرض بازدید عموم قرار گرفت.

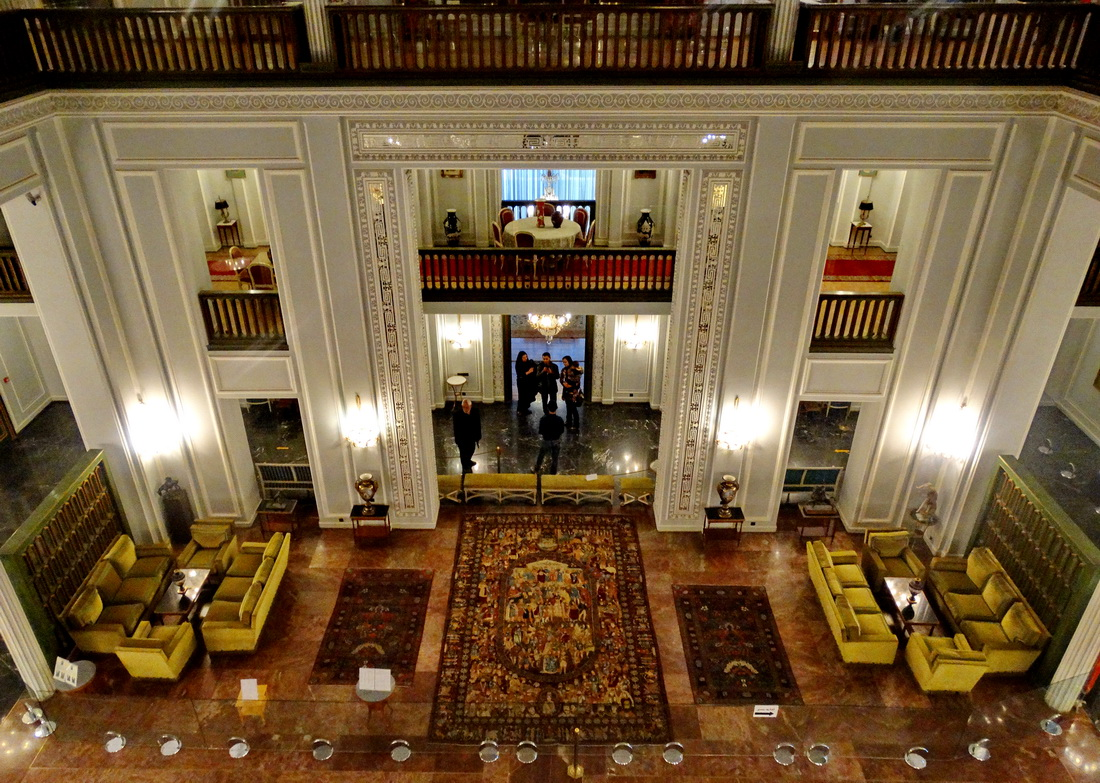
درون کاخ

## موزه
این بنا امروزه به‌عنوان موزه در معرض دید عموم قرار دارد. ساعت کار این مجموعه همه روزه از ساعت ۹ الی ۱۷ می‌باشد.

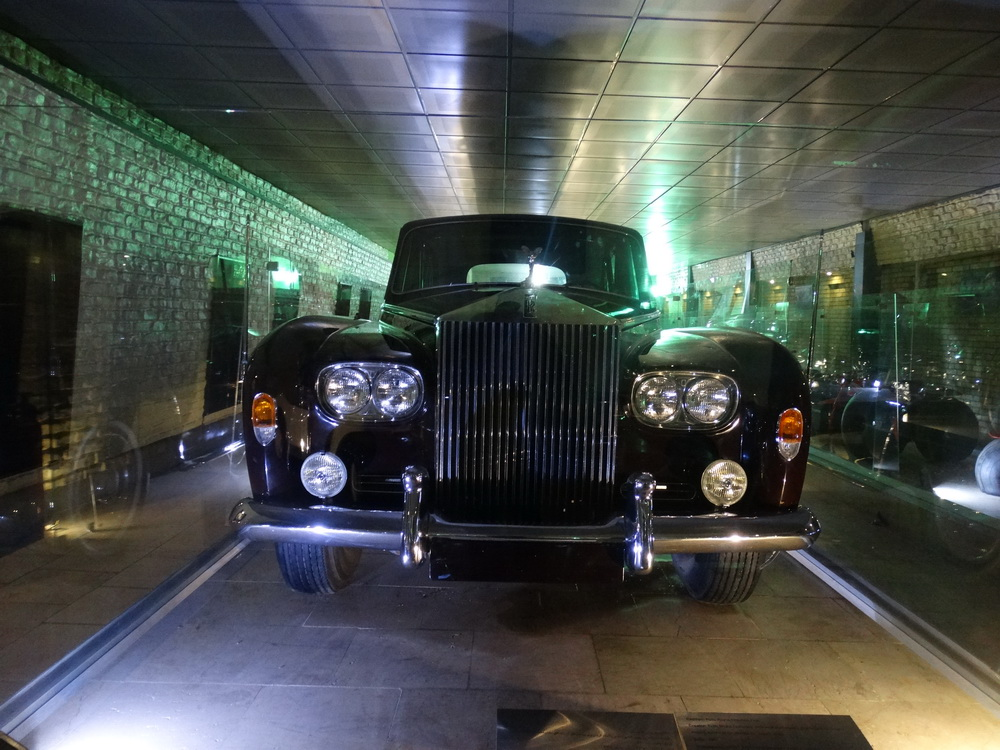
موزه خودروهای پهلوی

## بخش‌ها
بخش‌های مجموعه نیاوران عبارتند از:
- کتابخانه اختصاصی کاخ نیاوران
- کوشک احمدشاهی
- کاخ صاحبقرانیه
- موزه جهان‌نما
- باغ کتیبه‌ها
- موزه حوضخانه
- موزه خودروهای کاخ نیاوران
- مدرسه اختصاصی

## نگارخانه

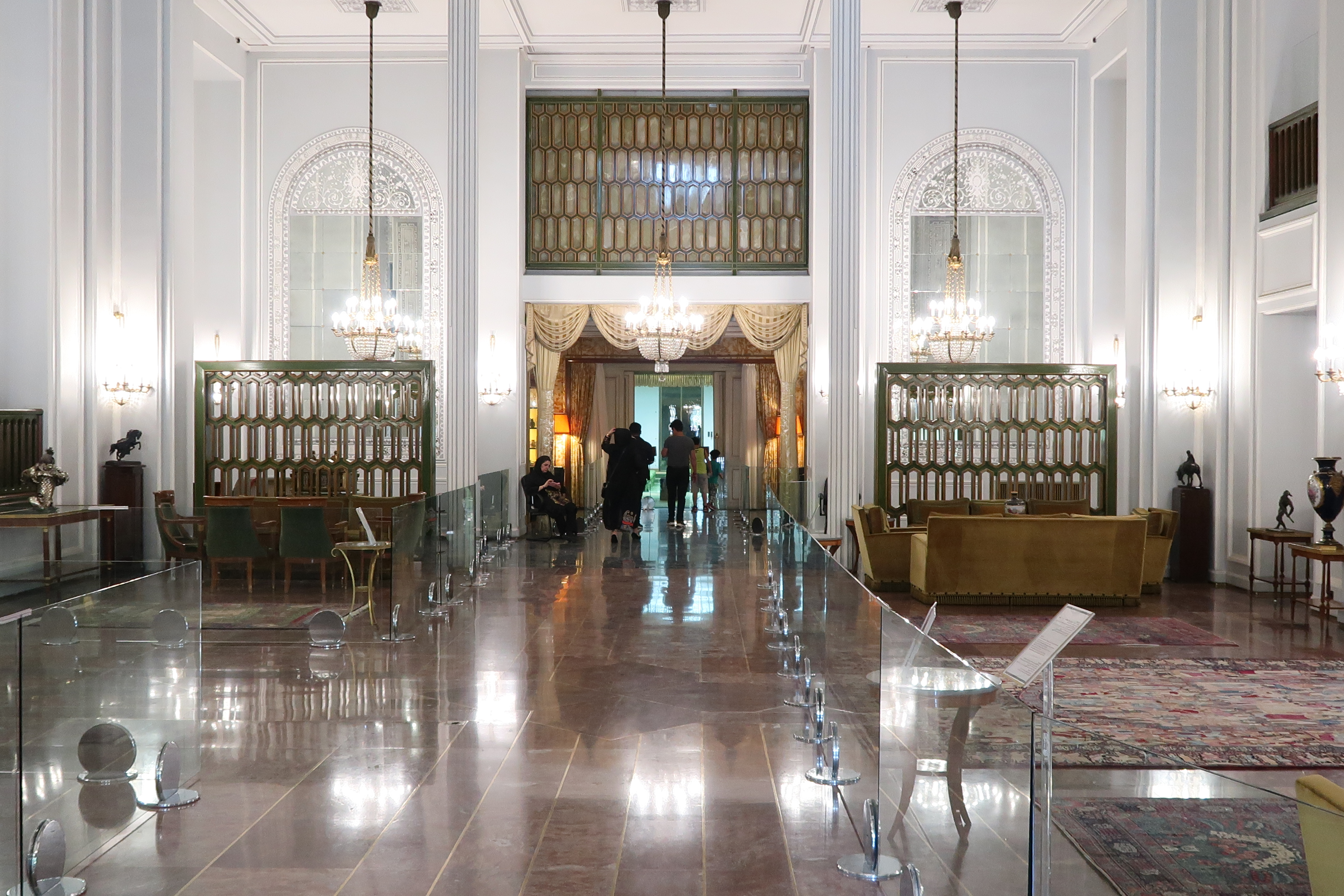
فضای داخلی طبق همکف کاخ اصلی
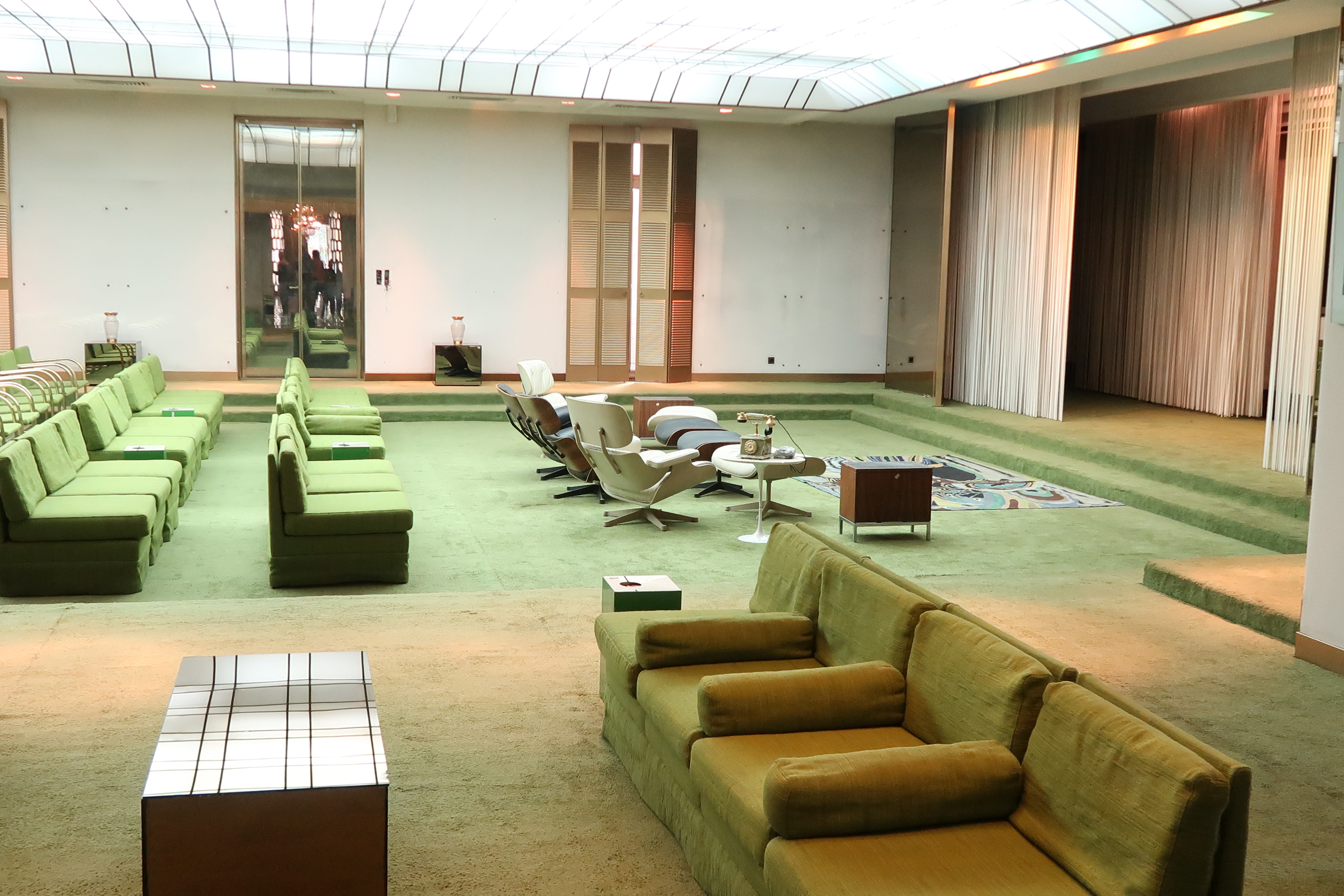
سالن سینمای اختصاصی طبقه همکف کاخ اصلی
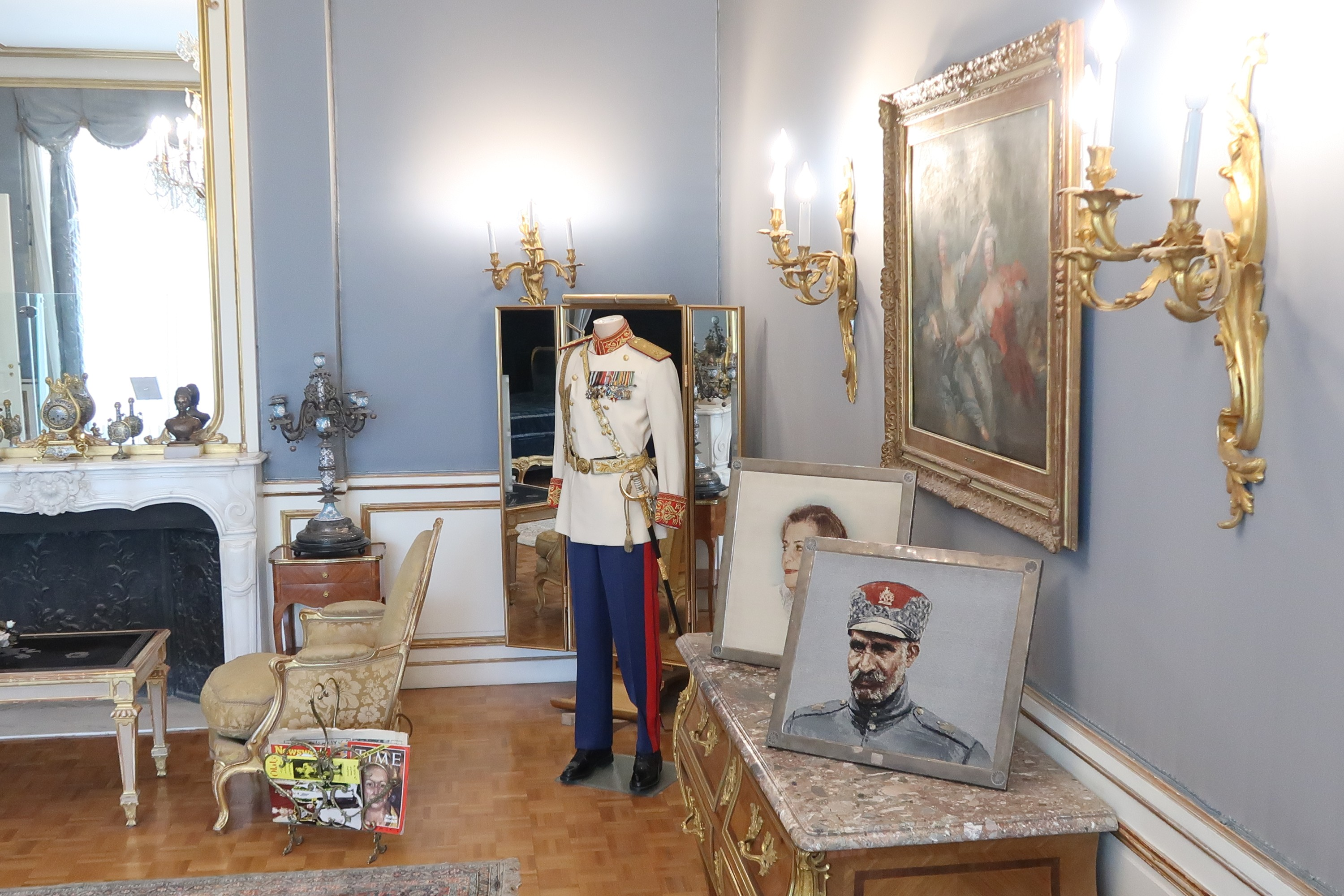
اتاق استراحت محمد رضا شاه در کاخ نیاوران
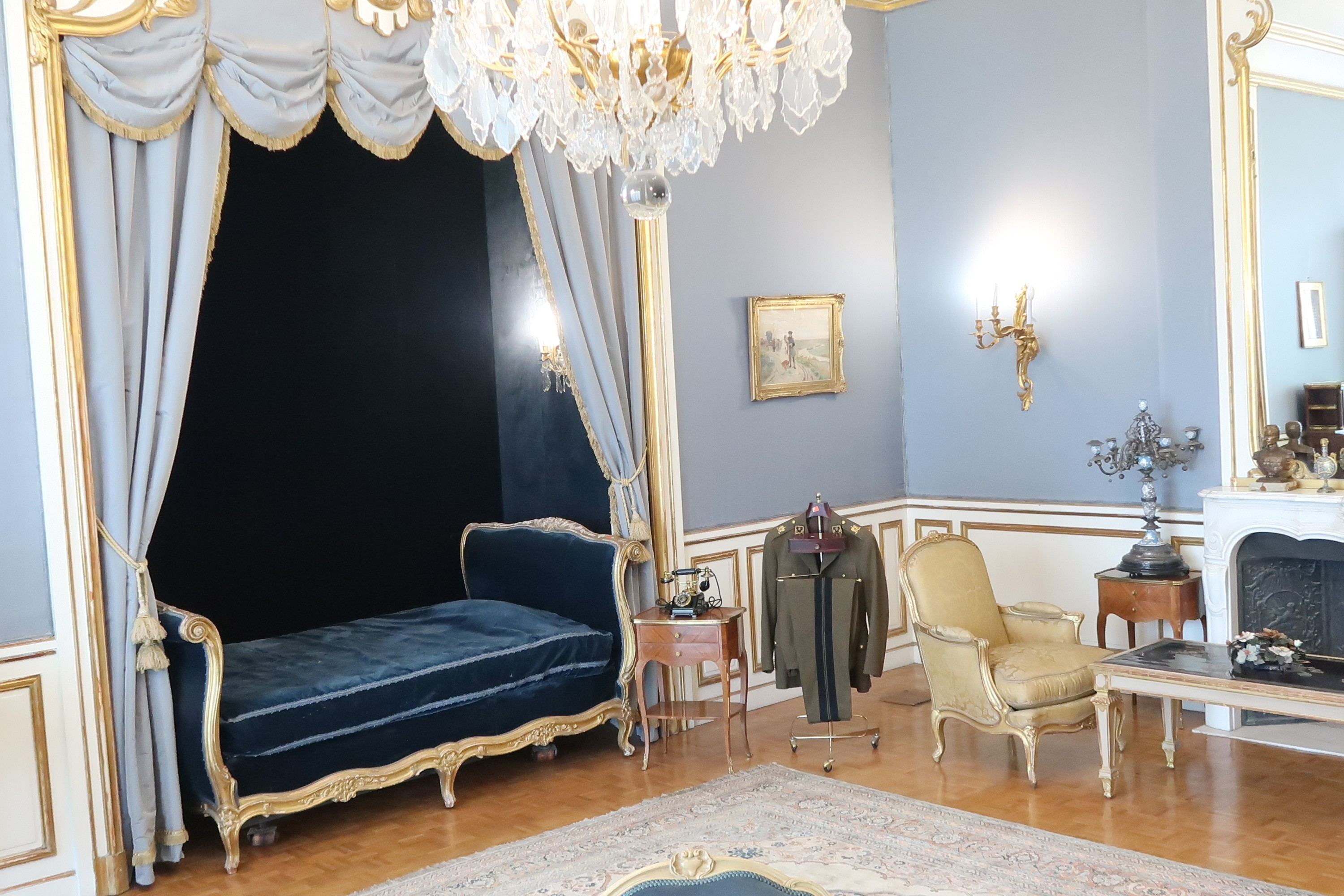
اتاق استراحت محمد رضا شاه در کاخ نیاوران
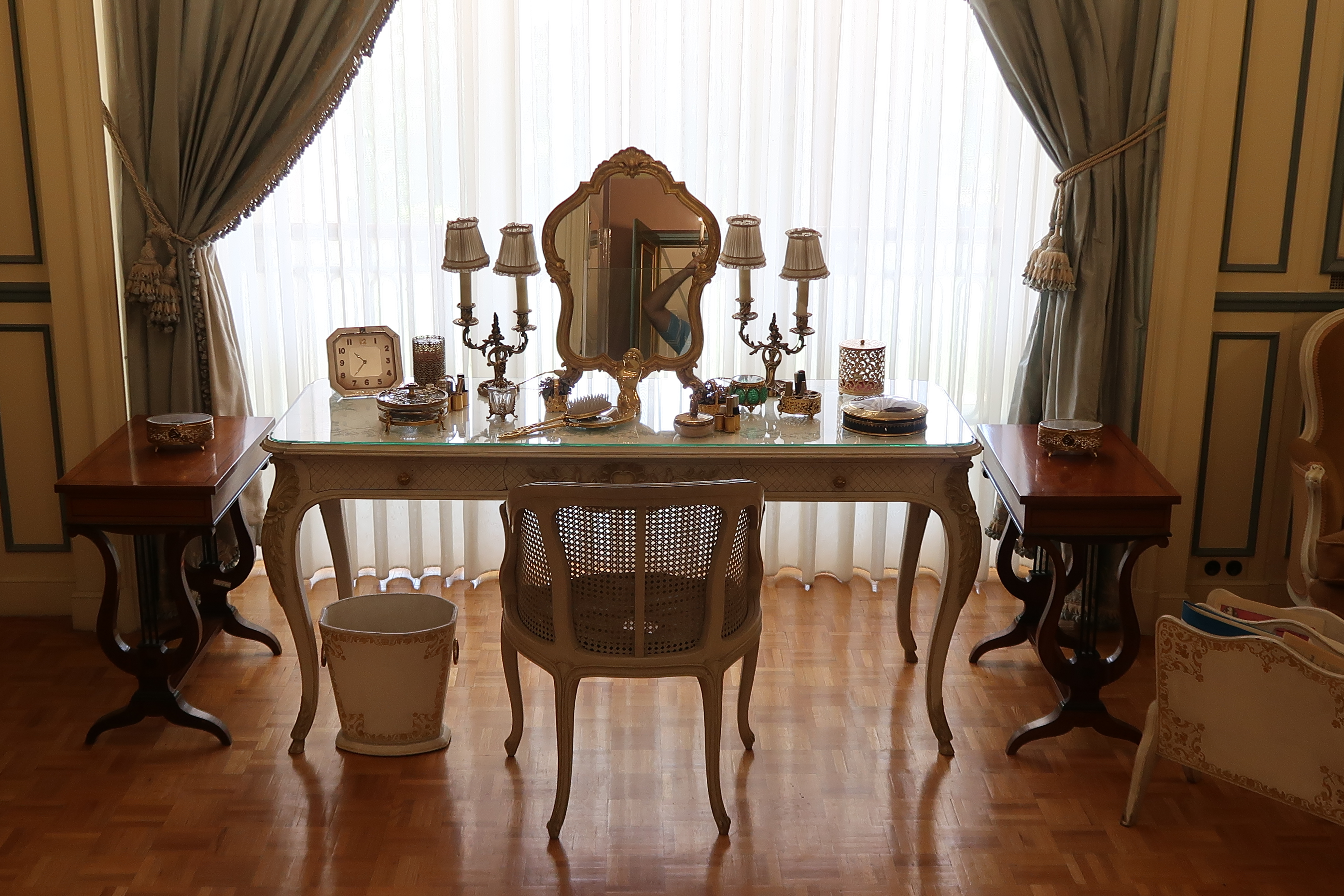
میز آرایش فرح پهلوی
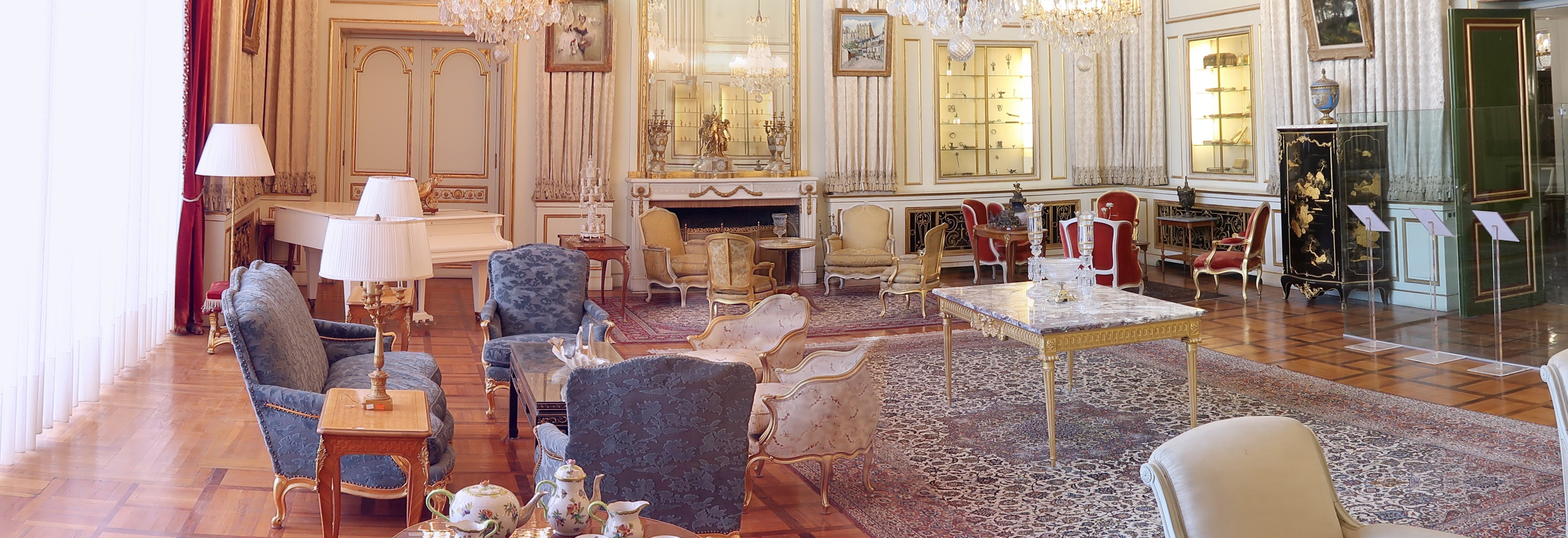
اتاق پذیرایی کاخ اصلی
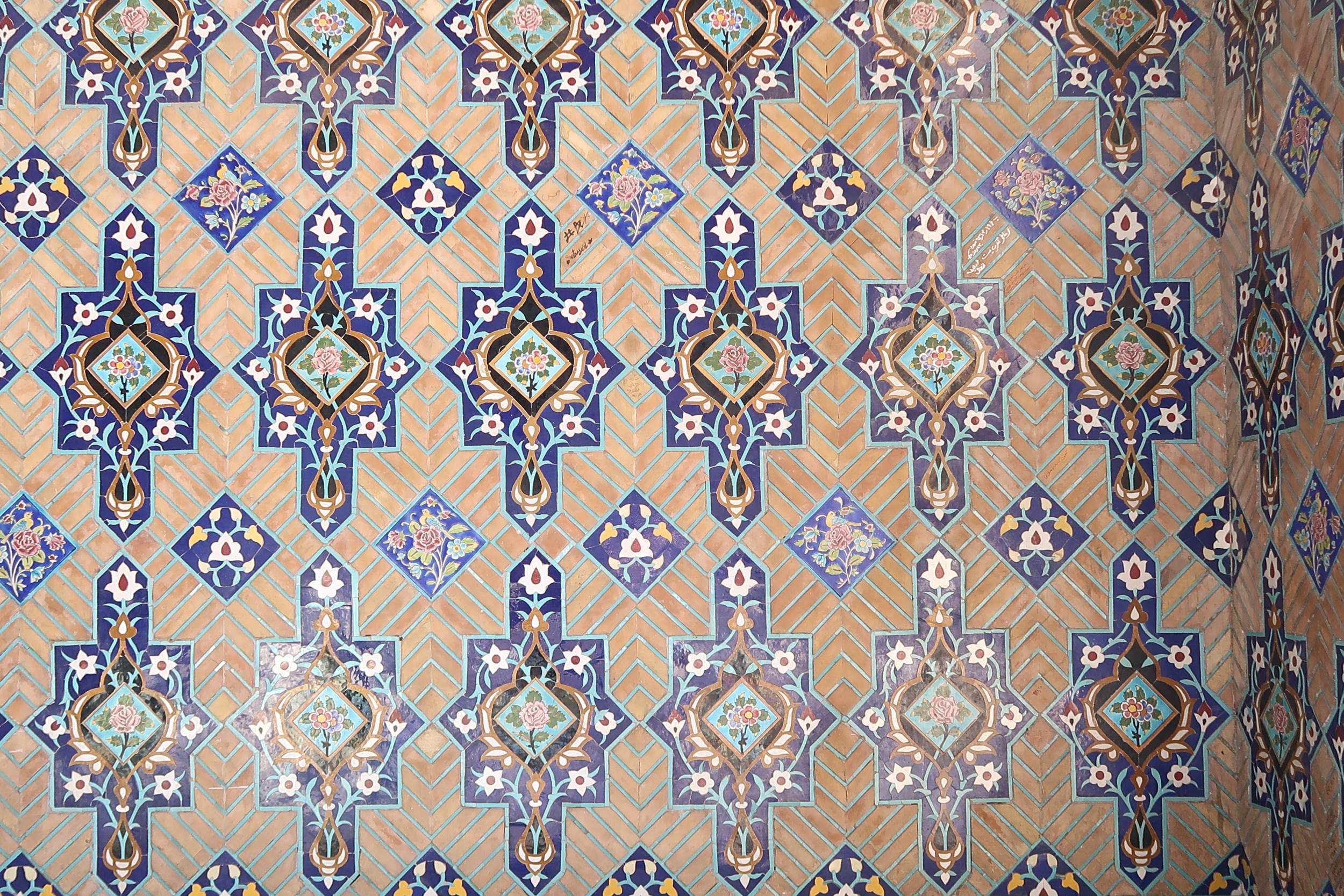
تصویری از کاشی‌کاری بیرونی کاخ نیاوران
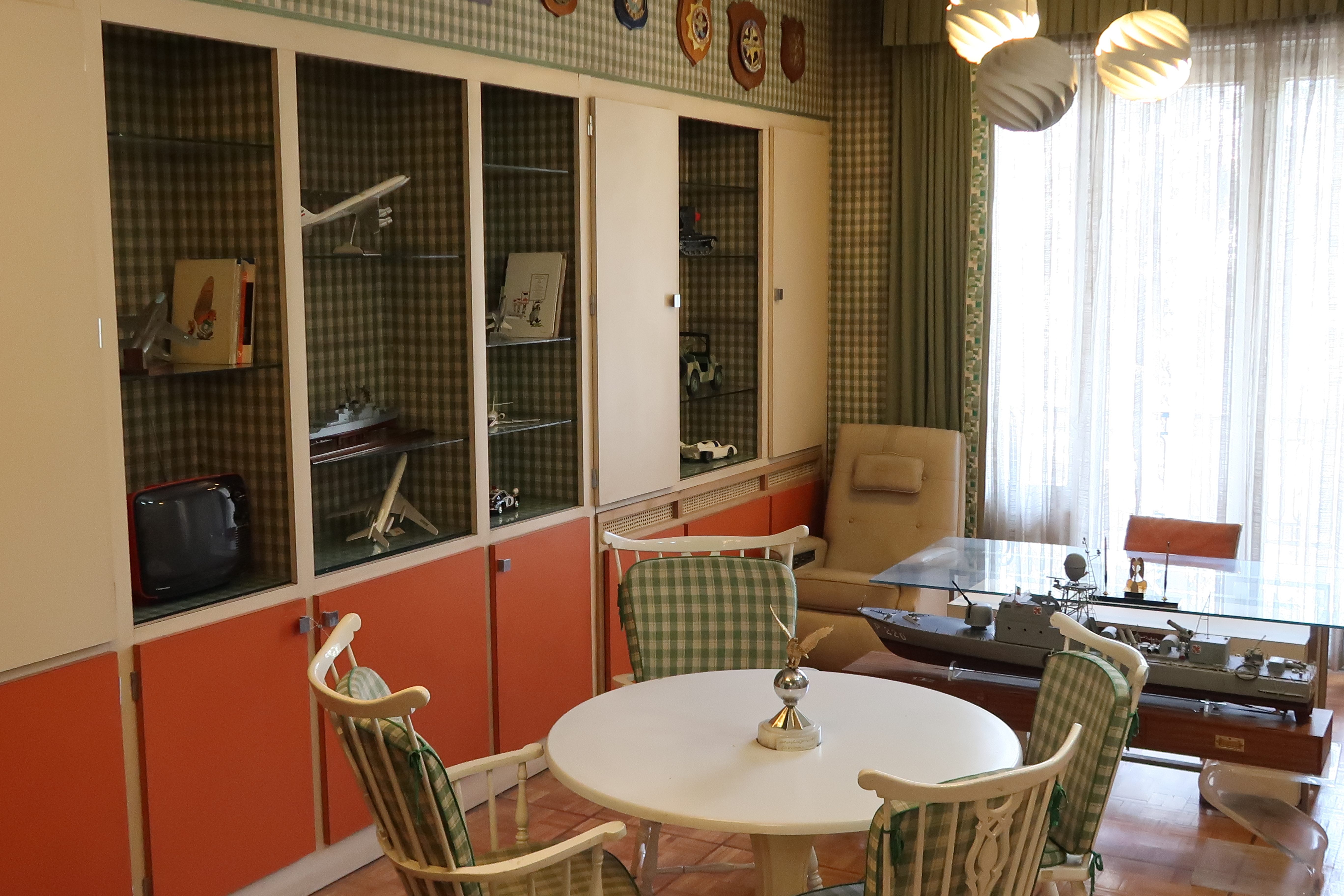
اتاق علیرضا پهلوی
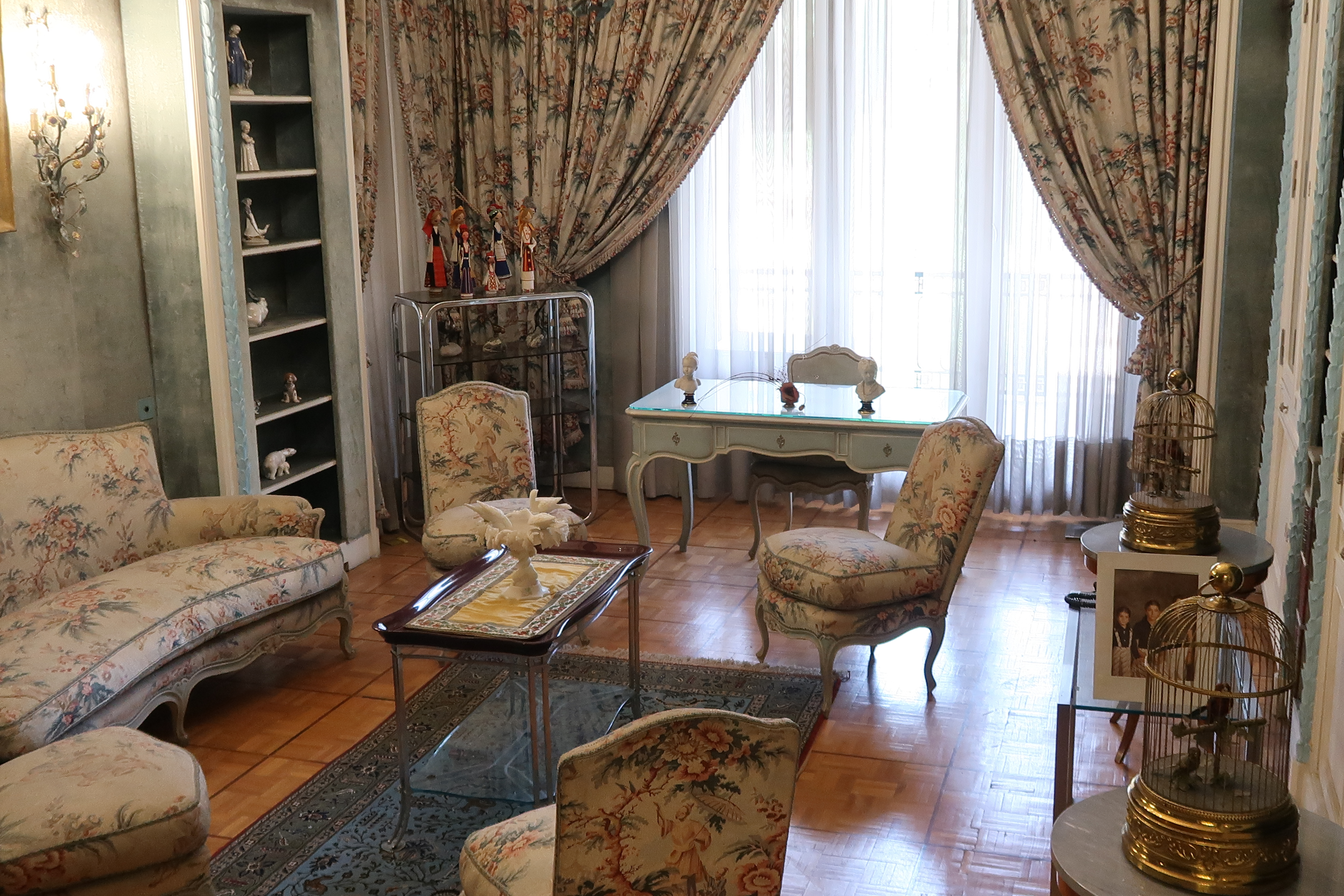
اتاق فرحناز پهلوی
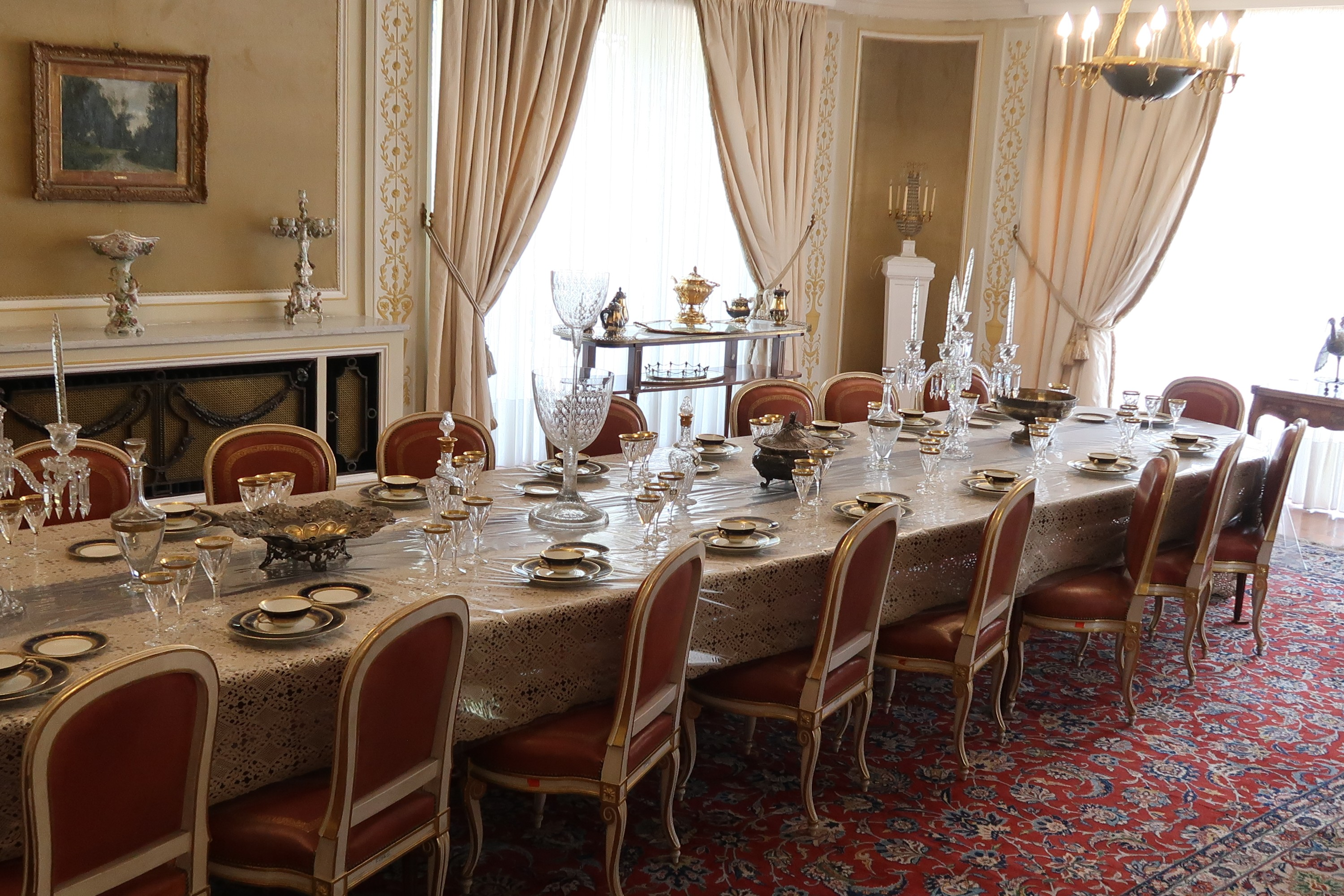
اتاق غذاخوری
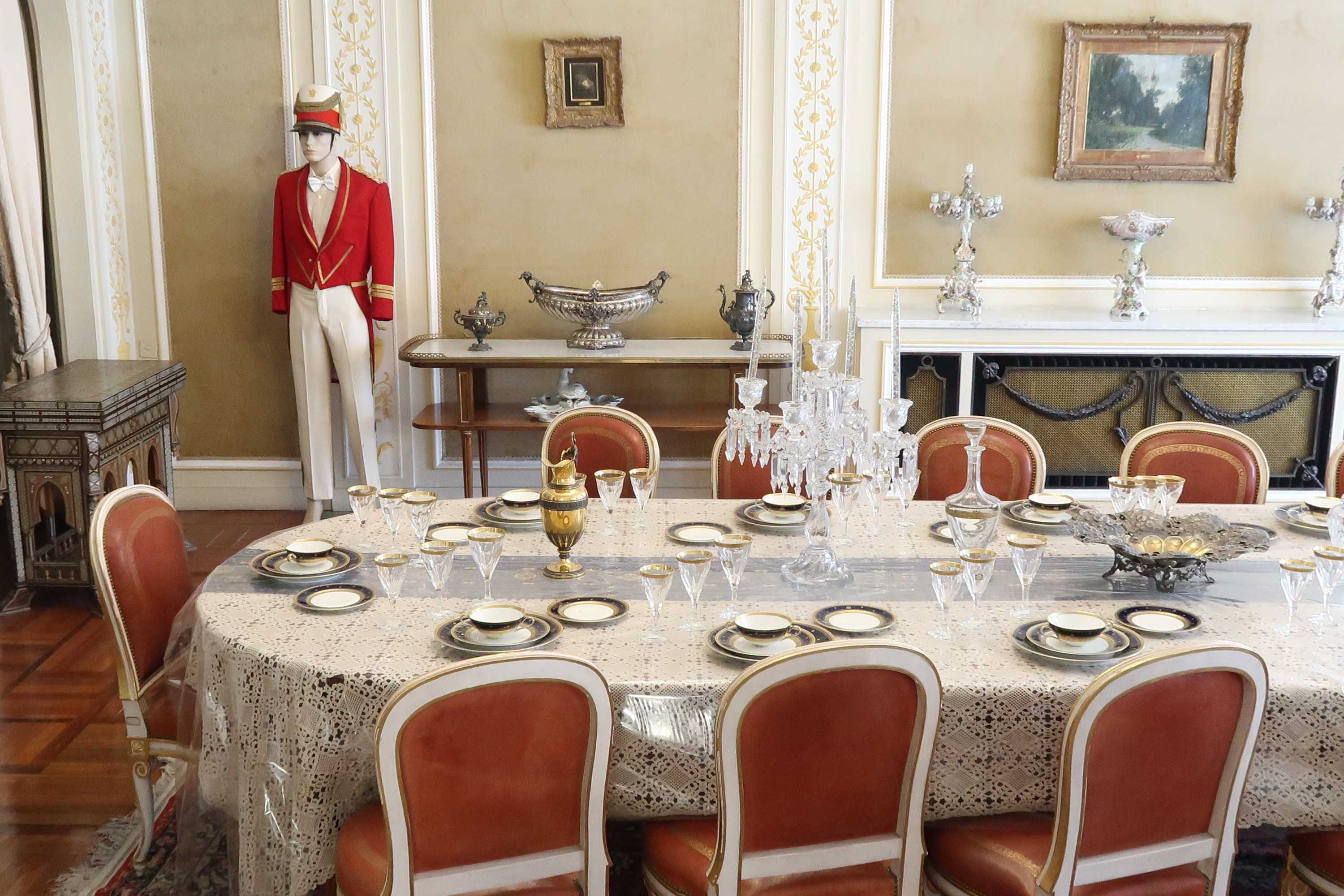
اتاق غذاخوری
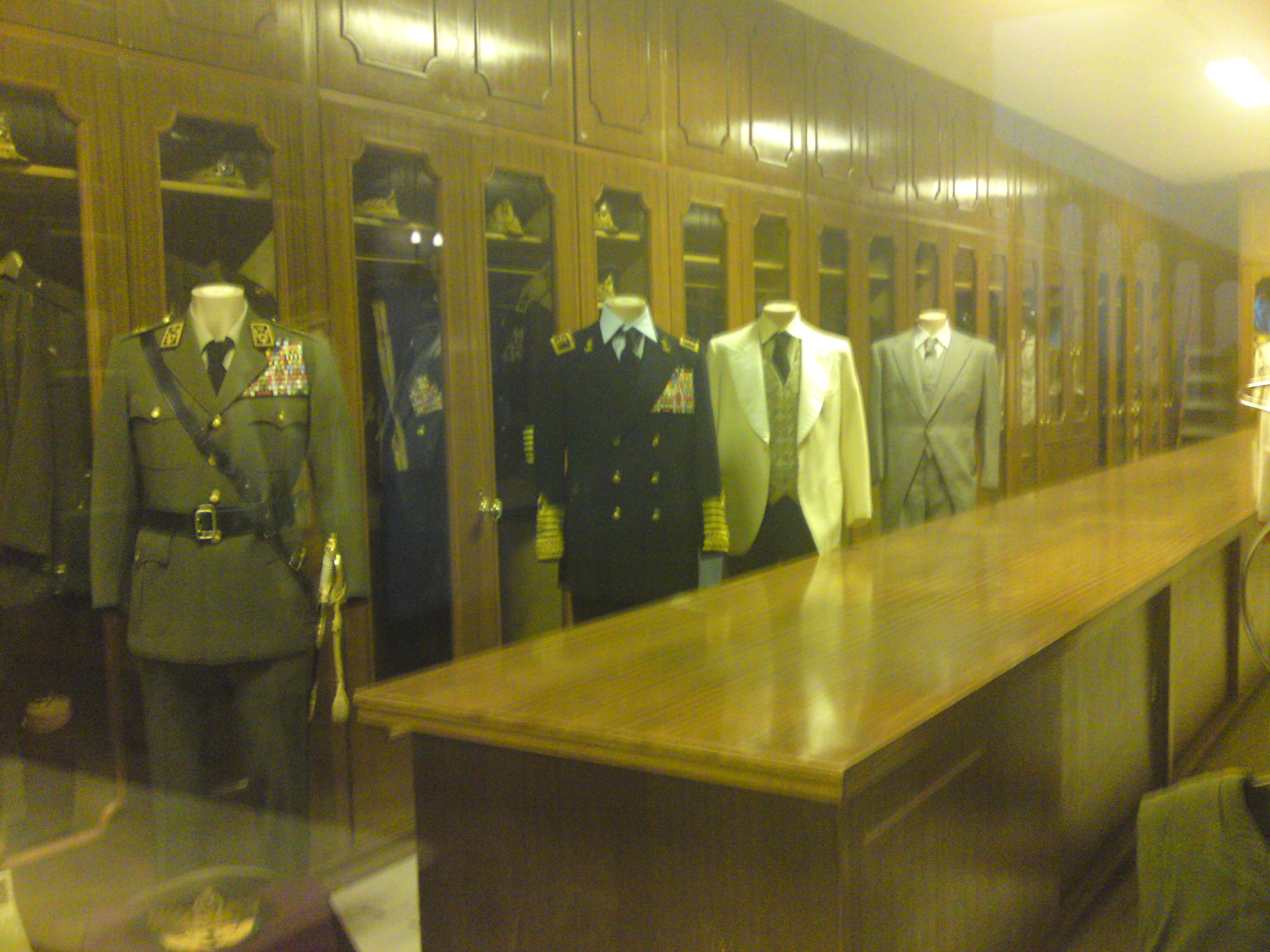
اتاق لباس‌های رسمی محمدرضا شاه
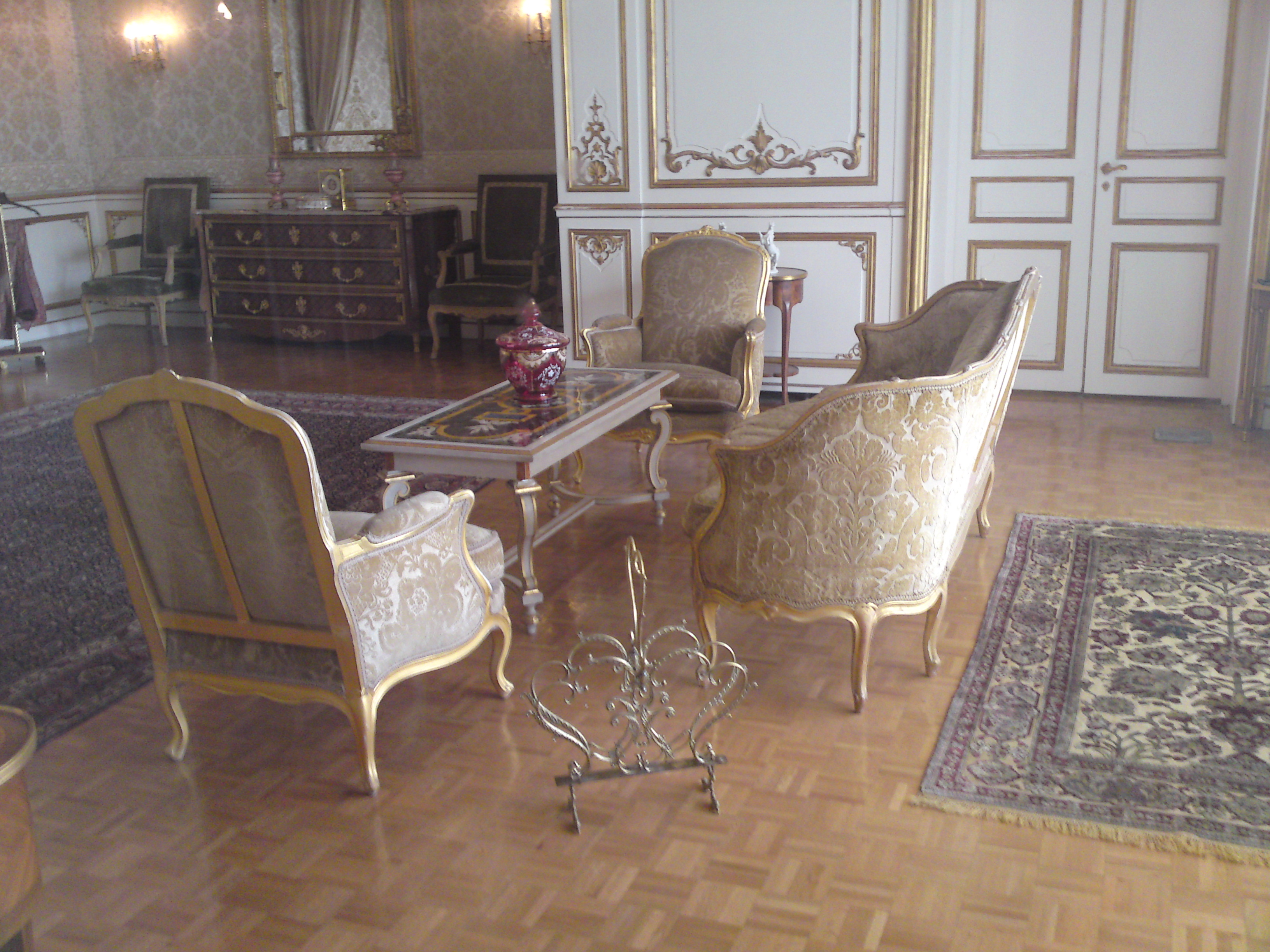
تصویری از یکی از اتاق‌های کاخ نیاوران
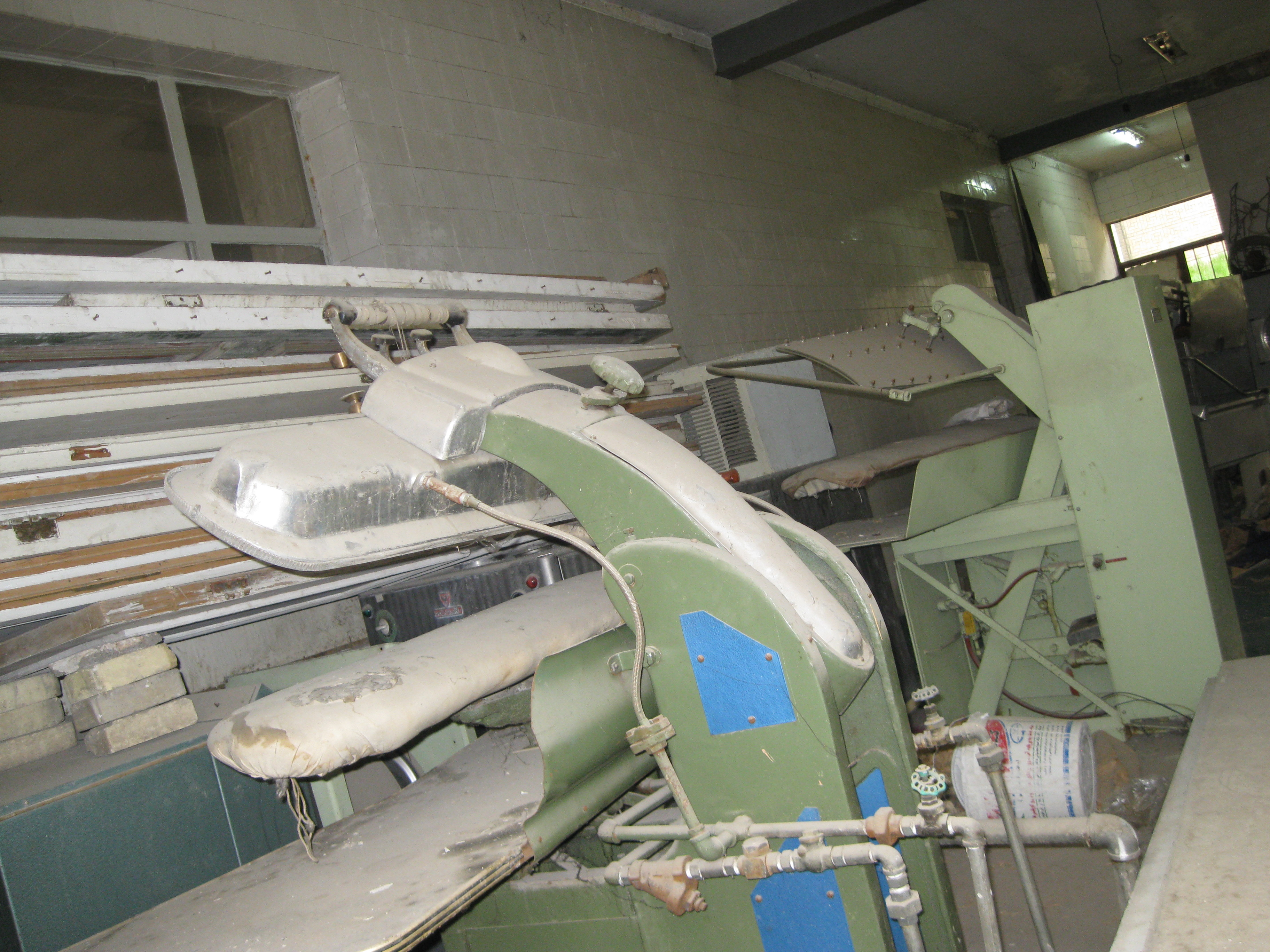
خشک‌شویی متروک‌شده، در داخل محوطه کاخ نیاوران
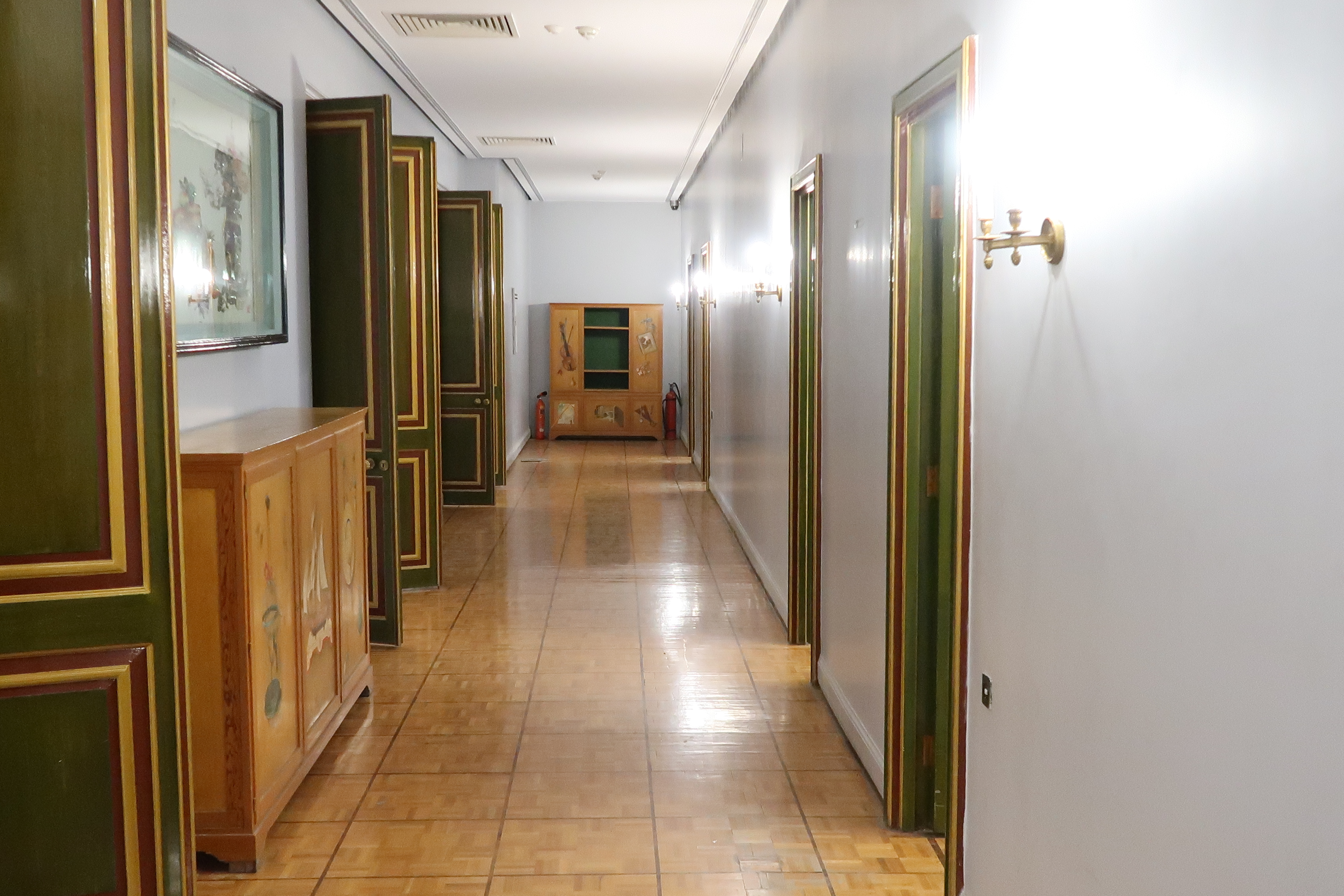
راهرویی در طبقه دوم کاخ اصلی که در اتاق علی رضا و فرحناز به آن باز می‌شود